# Tõrvandi
Tõrvandi är en ort i Estland. Den ligger i Ülenurme kommun och landskapet Tartumaa, i den sydöstra delen av landet, 170 km sydost om huvudstaden Tallinn. Tõrvandi ligger 64 meter över havet och antalet invånare är 1 655.
Terrängen runt Tõrvandi är platt. Runt Tõrvandi är det glesbefolkat, med 12 invånare per kvadratkilometer. Närmaste större samhälle är Dorpat, 6,6 km norr om Tõrvandi. Omgivningarna runt Tõrvandi är en mosaik av jordbruksmark och naturlig växtlighet.